# MOX-Transporte nach Deutschland
MOX-Transporte nach Deutschland dienen seit etwa der 1990er Jahre der Verbringung von MOX-Brennelementen aus der britischen Wiederaufbereitungsanlage Sellafield und der französischen Wiederaufarbeitungsanlage La Hague in deutsche Kernkraftwerke. Die Transporte aus Großbritannien finden auf dem Seeweg über die Nordsee nach Nordenham und in Deutschland auf dem Landweg statt. Kernkraftgegner kritisieren diese Transporte wegen ihrer möglichen Gefährlichkeit und protestierten seit 2012 mehrfach an Teilen der Transportstrecke.

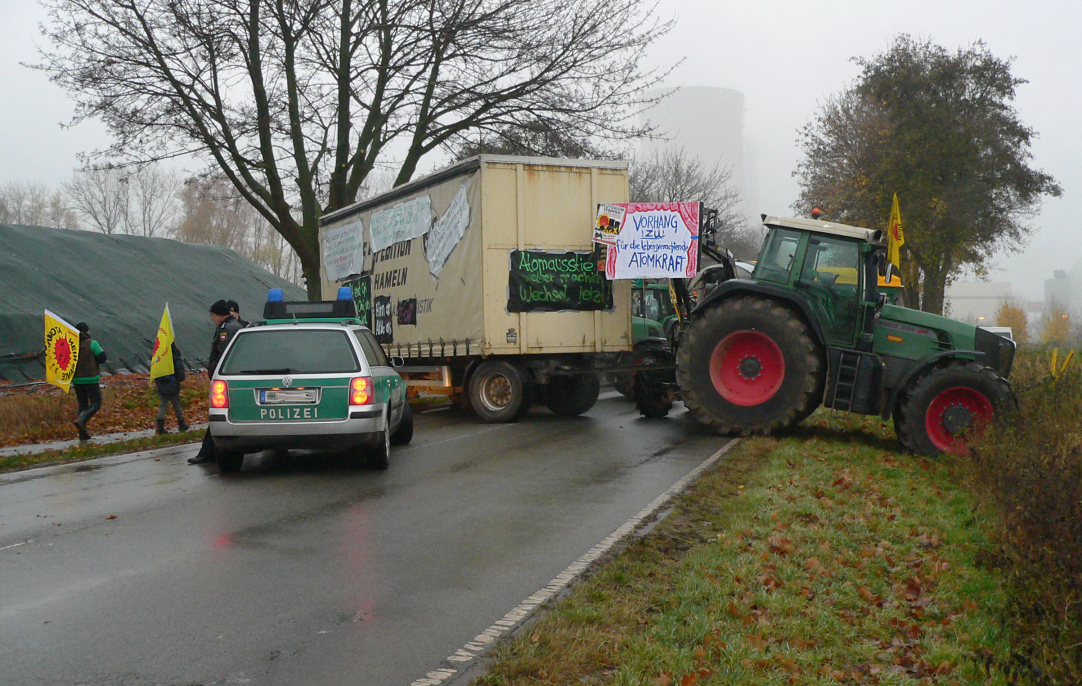
Straßenblockade mit Traktoren und Anhängern vor dem Kernkraftwerk Grohnde gegen einen erwarteten MOX-Transport (2012)

## MOX-Technologie
Bei den mit Uran als Kernbrennstoff betriebenen Kernreaktoren entsteht Plutonium, das zu MOX-Brennelementen als einer Art Second-Hand-Brennstoff wiederaufgearbeitet werden kann. Eine Wiederaufarbeitung von Kernbrennstoffen zur Herstellung von MOX-Brennstoff war ursprünglich in Deutschland vorgesehen, erfolgte aber hauptsächlich in Großbritannien und Frankreich bis zum generellen Ausfuhrstopp im Jahre 2005. Aufgearbeitete MOX-Brennelemente werden heutzutage in vielen deutschen Kernkraftwerken genutzt und gelten als wirtschaftlich, aber auch als riskant. Die Bezeichnung MOX ist die Kurzform für Mischoxid-Brennelement (MOX = Mischoxid). In der Kerntechnik werden so Brennelemente bezeichnet, die im Gegensatz zu Brennelementen aus reinem Urandioxid ein weiteres Oxid enthalten. Meist handelt es sich dabei um Plutoniumdioxid. Da Plutonium wegen seiner stärkeren Radioaktivität weit gefährlicher als Uran ist, sind bei der Handhabung der MOX-Elemente deutlich größere Sicherheitsvorkehrungen zu treffen.
Ursprünglich war in den 1980er Jahren geplant, dass die Wiederaufarbeitungsanlage Wackersdorf in der Oberpfalz die zentrale Wiederaufarbeitungsanlage (WAA) für abgebrannte Brennstäbe aus Kernreaktoren in Deutschland wird. Nach heftigen Protesten wurde der Bau 1989 eingestellt. Im selben Jahr unterzeichneten Deutschland und Frankreich Verträge über eine gemeinsame Wiederaufarbeitungsanlage in La Hague und am 18. Januar 1990 die Musterverträge mit Großbritannien über die Wiederaufarbeitung in Sellafield/Windscale. Für den auf Basis der Vertragsgrundlagen aus Deutschland ausgeführten und im Ausland wiederaufgearbeiteten Atommüll besteht eine Rücknahmepflicht, was zu den MOX-Transporten nach Deutschland führt.

## Transporte nach Deutschland
MOX-Brennelemente werden in speziellen Lastkraftwagen von französischen und britischen Wiederaufbereitungsanlagen per Schiff und auf der Straße in deutsche Kernkraftwerke transportiert. Die Transporte werden in Deutschland von den jeweils betreibenden Energiekonzernen sowie den Innenministerien der Länder, deren Umweltministerien sowie den jeweiligen Länderpolizeien organisiert.

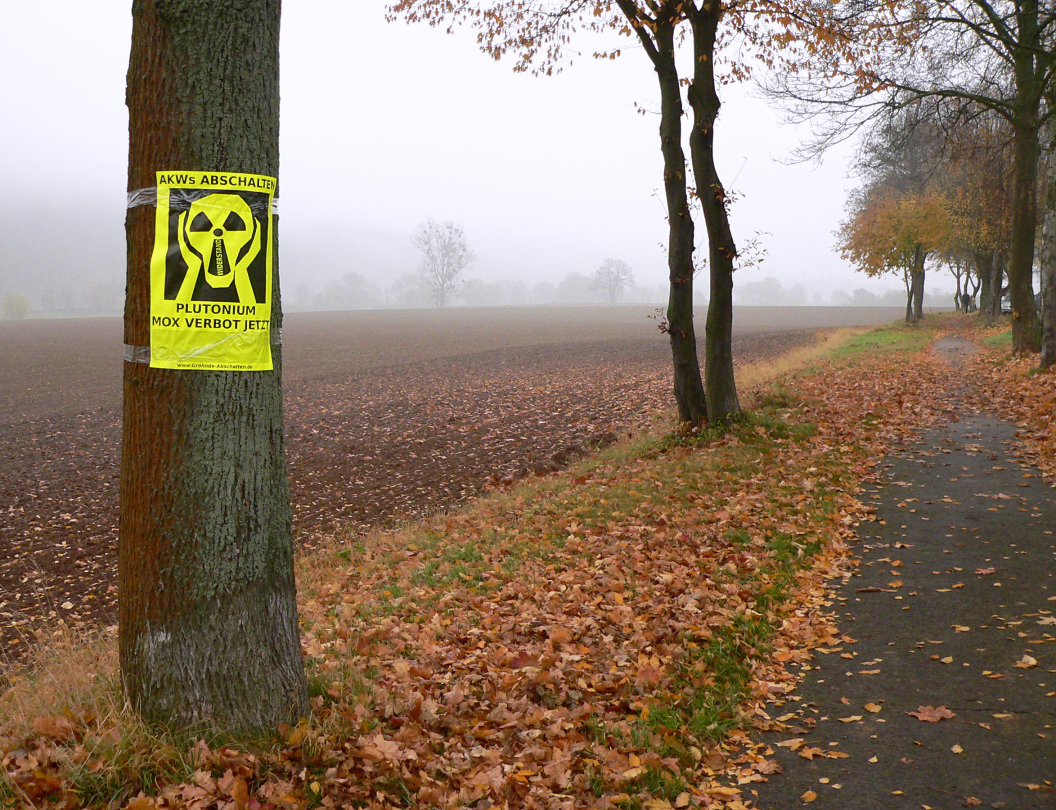
Protestplakat an einer Straße bei Grohnde

In früheren Jahren, wahrscheinlich seit den 1990er Jahren, kam es häufiger zu MOX-Transporten nach Deutschland. Laut dem Energieunternehmen E.ON seien dies zwischen 2007 und 2011 auf dem Landweg 51 Transporte gewesen. Außerdem kam es zu einer Verbringung auf dem Seeweg, wie eine Verschiffung nach Bremerhaven für das Kernkraftwerk Unterweser. Diese Transporte wurden nicht öffentlich bekannt und blieben weitgehend unbeachtet. Öffentlich bekannt wurden diese erst im Jahr 2009, als sich bei einem geplanten Seetransport die Hafenstädte Cuxhaven und Bremerhaven weigerten, die potenziell gefährliche Fracht in ihren Hafenanlagen entladen zu lassen. Seitdem findet die Verschiffung über ein Hafengelände in Nordenham statt, wozu der Spezialfrachter Atlantic Osprey eingesetzt wird. Vor seiner Ankunft schaltet der Frachter sein Automatic Identification System (AIS) aus, das Schiffe auf See identifiziert. Nach Angaben des Niedersächsischen Ministeriums für Umwelt, Energie und Klimaschutz muss das Schiff jedoch sein AIS-Signal wieder einschalten, sobald es niedersächsische Gewässer erreicht.
Beim Transport auf See nimmt die Wasserschutzpolizei das Schiff in der deutschen AWZ in Empfang und geleitet es bis Nordenham. Ein Großaufgebot von Polizei, zu Wasser und zu Land war in der Vergangenheit mit dem Schutz der Transporte beschäftigt. Zum Einsatz kamen mehrere Einsatzhundertschaften der Polizei in Nordenham, am Ankunftsort in Grohnde und entlang der Strecke. Die Polizei in Oldenburg übernahm die Führung der mehrtägigen Einsätze.

### Bekannte Transporte
1996
- Sellafield über Bremerhaven zum Kernkraftwerk Unterweser[3]

2012
- 20.–23. September 2012: Sellafield über Nordenham zum Kernkraftwerk Grohnde (Landkreis Hameln-Pyrmont, Niedersachsen)
- 16.–19. November 2012: Sellafield über Nordenham zum Kernkraftwerk Grohnde

## Kritik und Proteste

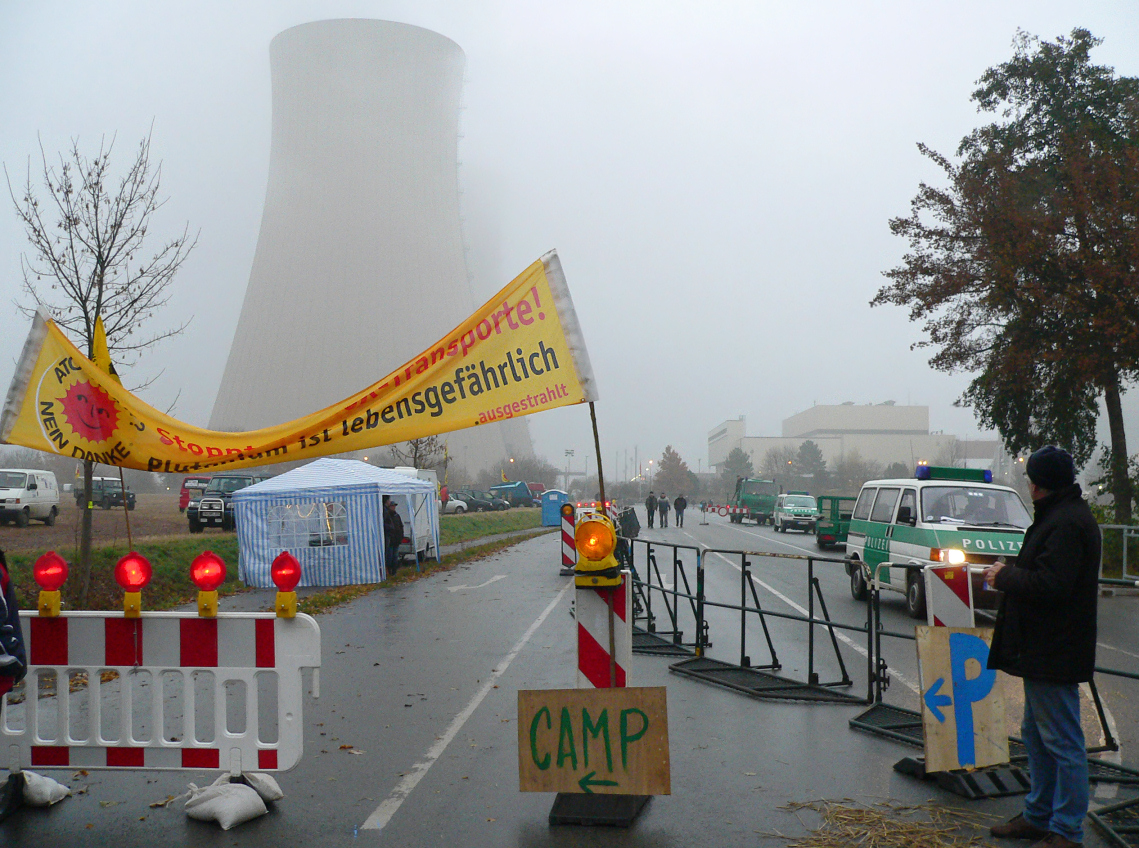
Proteste vor dem Kernkraftwerk Grohnde gegen einen bevorstehenden MOX-Transport (2012)

Gegner der Transporte warnen davor, dass die MOX-Brennelemente in falschen Händen eine Katastrophe auslösen können. Laut der Umweltschutzorganisation Greenpeace kann aus dem enthaltenen radioaktiven Material von Fachkundigen eine Kernwaffe gebaut werden. Die für das Kernkraftwerk Grohnde bestimmten Brennelemente beim Transport im November 2012 enthalten laut Umweltschützern mehr als 300 Kilogramm Plutonium. Dies sei genug, um rund 40 Kernwaffen zu bauen.
An den Protestaktionen gegen die Durchführung von zwei MOX-Transporten in Deutschland im Jahre 2012 beteiligten sich entlang der Transportstrecke mehrere hundert Menschen von Umweltschutzorganisationen und Bürgerinitiativen. Es kam zu Sitzblockaden und versuchten Blockierungen. Im Umfeld des Kernkraftwerkes Grohnde blockierte die Initiative Weserberglandbauern gegen Atomenergie mit Unterstützung der Bäuerlichen Notgemeinschaft Lüchow-Dannenberg mittels Traktoren an mehreren Stellen die Zufahrt zum Kernkraftwerk. In Nordenham versuchte Greenpeace mit Schlauchbooten den Transportfrachter zu erreichen sowie zu stoppen.

## Ausblick
Das Energieunternehmen E.ON als Betreiber von Kernkraftwerken gab 2012 an, bundesweit noch 60 Mischoxid-Brennelemente (MOX) aus dem französischen La Hague zurücknehmen zu wollen. Sie sollen zum Kernkraftwerk Brokdorf in Schleswig-Holstein und ins Kernkraftwerk Isar nach Bayern gebracht werden. Diese Transporte sollen jeweils auf dem Landweg erfolgen. Im niedersächsischen Kernkraftwerk Emsland in Lingen dürften keine MOX-Brennelemente aus Sellafield mehr eingesetzt werden, erklärte der Betreiber RWE, jedoch aus der Wiederaufarbeitung in La Hague. Diese werden auch im bayerischen Kernkraftwerk Gundremmingen eingesetzt. Insgesamt sollen mit Rückführungen auch anderer Energieunternehmen in den kommenden Jahren rund 100 MOX-Transporte nach Deutschland erfolgen.